# 橋北中学校水難事件
橋北中学校水難事件（きょうほくちゅうがっこうすいなんじけん）または津海岸集団水難事件（つかいがんしゅうだんすいなんじけん）は、1955年7月28日に三重県津市の津市立橋北中学校の女子生徒36人が、同市中河原海岸（文化村海岸）で水泳訓練中に溺死した水難事故。
当時の新聞（朝日新聞、毎日新聞）の見出しには、「津水死事件」「集団水死事件」「津の女生徒水難事件」「津の中学生水難事件」、週刊誌では「津海岸集団水死」（週刊朝日）、また「津海岸女生徒水難事故」（判例時報、446）、ネット上では「津海岸水難」（毎日フォトバンク）、「三重県津市の橋北中学校の生徒の水難事件」（衆議院会議録情報 第022回国会 法務委員会 第44号）といった名称が見られる。

## 概要

### 水泳訓練の計画
橋北中学校では、学校行事の一つとして毎年夏季に水泳訓練を実施してきたが、1955年（昭和30年）に津市教育委員会が夏季水泳訓練を同市内小中学校に正課の授業（正確には特別教育活動）として実施させることとしたため、7月15日の職員会議でその実施計画の大綱を決定した。その概要は以下のようなものであった。
訓練は津市中河原地先の通称文化村海岸において、7月18日より28日までの10日間、午前中に施行するものとし、参加生徒約660名は、男女別にしさらに水泳能力の有無によって区別したうえ、ホームルームを中心とした組別に編成することとして男子7組（うち水泳能力のない組3組）女子10組（うち水泳能力のない組9組）の全17組とした。
さらに教諭16名と教諭の手不足補充のため事務職員1名とに各1組を担当させ、別に陸上勤務者として教諭2名を置き、水泳能力も指導の経験も充分な教頭（昭和30年4月着任）と体育主任の教諭（1952年（昭和27年）4月新任）の2名を生徒全般に対する指導者とした。
校長（1948年（昭和23年）着任）は担当生徒数が多い女性教諭の補助も引き受けた。若い体育主任は水泳場設置・訓練の実施進行の担当者でもある。

### 水泳訓練の開始
橋北中学校では、予定通り1955年（昭和30年）7月18日より文化村海岸で水泳訓練を開始した。
文化村海岸とは以前から同校が水泳訓練を行ってきた場所で、安濃川河口右岸から南方に広がり満潮時にも数十m幅の砂浜を残す遠浅の海である。7月18日から27日までの訓練場は、安濃川右岸から約300m南方を北限とし、南北の渚の線で約60m（約70m）、渚より東方沖に水深1m前後を標準として3,40m（約40m）の所とした。この区域は竹の表示竿で区切り、南北に区分して、訓練開始当初2日間は男子を北側、女子を南側に入れたが、以後は男女の場所を入れ替え女子を北側にした。これは女子が水泳終了後、男子より少しでも早く北方にある校舎に帰り着替えできるようにとの配慮からであった。橋北中学校訓練場の北側には市立南立誠（みなみりっせい）小学校、南側には市立養正小学校の水泳場が設置されていた。男子側も女子側も各組の使用場所を特定区分することはせず、組担当職員を中心にその附近で練習させていた。

### 訓練最終日－事件の発生
7月28日、水泳能力のテストを行うことを教職員間で打ち合わせた後、体育主任は補助の3年生とともに一般生徒職員より先に学校を出発して、文化村海岸の訓練場に到着した。
この日は、南側の養正小学校、北側の南立誠小学校が水泳訓練を実施しなかったので、水泳場の区域を前日までの幅約60m（約70m）から110mに拡げ、沖への奥行を渚より約41m（深さが1m足らずのところ）とした。北側の幅50m×奥行41mは女子水泳場、中間の幅10m×奥行41mを男女の境界、南側の幅50m×奥行41mを男子水泳場とした。沖41mの線の男女各水泳場の角に1本ずつ表示竿（竹竿）を立てた。このように拡げられた水泳場の北端（女子水泳場の北端）は安濃川河口より約295mの位置にあった。
この位置は、最も近い澪（帯状の深み、この時は海岸北端から海岸に平行して200m地点に至り、そこから大きく湾曲して沖に向かう。幅約20m、満潮時で水深約2m）の縁辺まで約30m（約20m）であった。

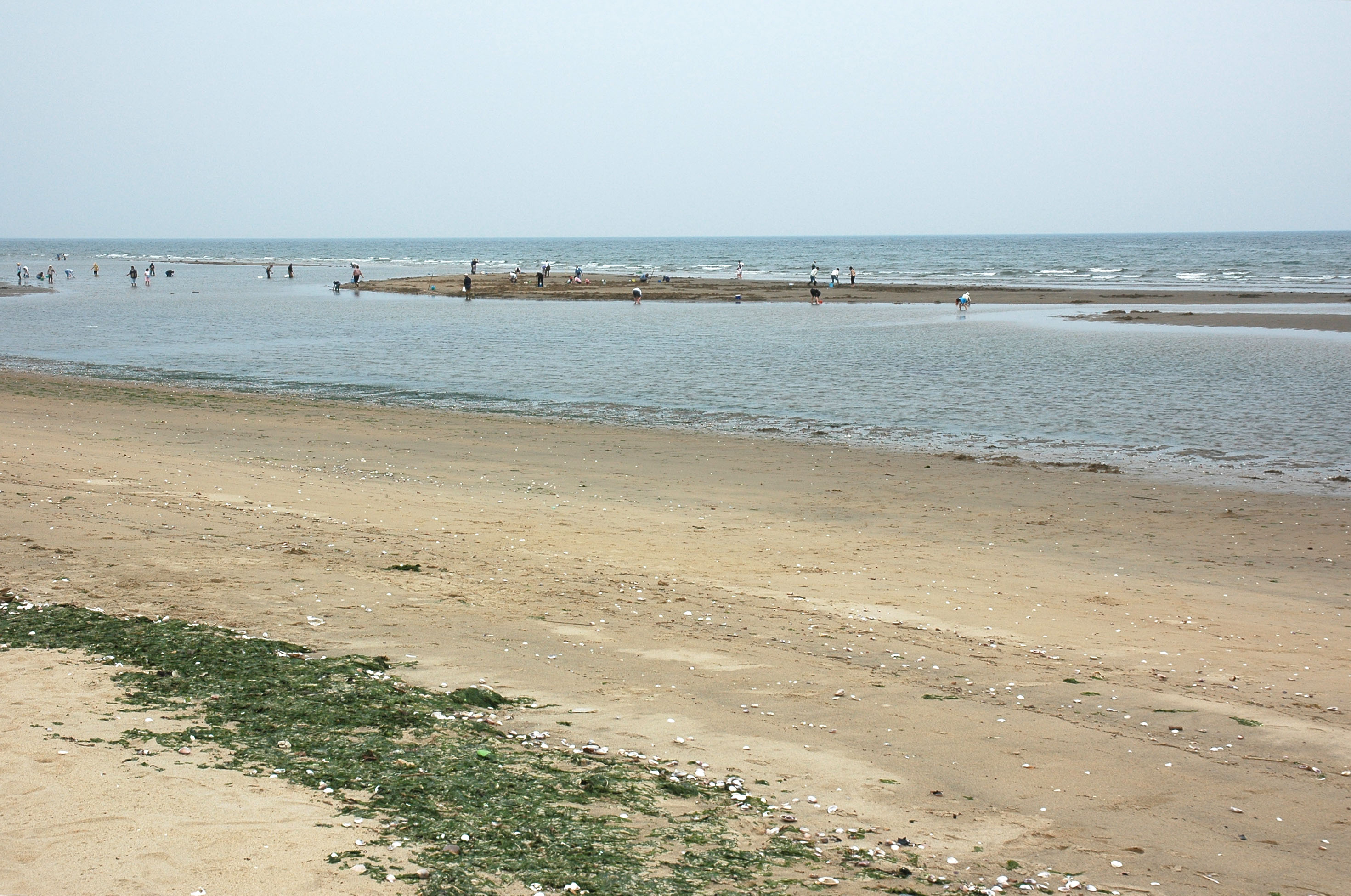
干潮時の中河原海岸水泳場区域

水泳場設定時（午前10時10分前頃）は、小潮の日の中でも最も干満の差の少ない日の七部満ち前後の潮具合の時である。無風快晴で海面には格別の波もうねりもなかった。しかし満ち潮の流れとは違った潮の流れが前日とは逆に水泳場を南から北に流れており、水泳場設定に当たった水泳部員の中にはこれに気づいて教諭に告げた者もいた。
テストの方法は、沖の境界の表示竿から少し内側に色旗付竹竿を10m置きに約10本立て、2本目まで泳げた生徒には20mと書いた距離札を男子水泳部員が渡すというものである。当日参加した女子生徒は約200名である。
職員に引率され、体育主任らよりやや遅れて海岸に到着した一般生徒のうち女生徒に教諭が入水の注意、潮の流れがあることを告げ、点呼、準備体操の後テスト前の体ならしの意味で入水時間を10分間として午前10時頃一斉に海に入った。男子生徒も同様である。
女子の集合場所は男女水泳場の中央寄りであったことから、自然にそこから女子水泳場東北隅に向かって扇形に散開するような形で海に入ることになった。約200名の女子生徒は泳げない者が大半を占めていて、テストで少しでも泳げる者としての認定を受けようとして浅くて水泳に適さない渚寄りを避けて大勢が沖の境界線に集まった。
ところが海に入ってから僅か数分後（2分～5分後）、女子生徒100名前後の者が水泳場東北隅附近で一斉に身体の自由を失い、溺れるに至った。生徒のほかに女性教諭も溺れている。溺れた生徒の一部の救いを求める声に驚いた職員や3年生水泳部員に海水浴客が協力して懸命に救助に当たった。校長も生徒を引き連れ海に入っていたが、北に流され水泳場外で救いを求める数名の生徒に気づき、助けて上陸している。教諭の一人が自転車で約500m離れた芸濃地区組合立隔離病舎に急を告げ、医師と看手が現場に自転車で急行、少し遅れて看護師も到着、救い上げられた10余人にカンフル注射や人工呼吸を施した。
次いで樋口病院から自動車で医師が駆けつけ、この自動車を見た警察が初めて事故を知り、三重県立大学医学部附属病院や伊勢市の山田赤十字病院に応援を求めた。津警察署からは救援隊が、三重県警察本部機動隊、陸上自衛隊久居駐屯地の衛生班、県庁職員も出動した。4名の漁師も舟で救援に協力した。三重県立大学医学部附属病院から院長ら医師13名、看護師8名が到着したのは12時15分であった。
14時50分には山田赤十字病院から医師6名、看護師10名も到着した。49名を引き揚げ、必死の手当てで13名は意識を回復したが、36名は生き還らなかった。橋北中学校の学校葬は8月1日に行われた。
なお、8月6日には岩田川で水難女生徒の冥福を祈る灯篭流しが行われ、花火を合図に人々が黙祷を捧げている。

### 事件の報道と調査
本事件について、朝日と毎日、中日新聞（中部日本）は当日28日夕刊第一面に写真入りで報道し、航空機からの現場空中写真も撮影している（読売新聞は未見）。中日は号外も発行している。以後数日間報道が続く。朝日31日夕刊では、ラジオで救助の実況録音放送があったことがうかがえる。
翌29日には、午前10時頃から1時間余り第四管区海上保安本部水路部長、津測候所技術官、津地方検察庁検事、津警察署長らが水路、潮流、危険区域の標識、遭難地点などについて現場検証を行った。文部省では現地から電話報告を受け、28日夜初等中等教育局中等教育課事務官を現地に派遣した。
松村謙三文部大臣は29日「惨事を繰り返さないように万全の策をつくしたい」との談話を発表、同日、福田文部次官事務代理名（毎日。朝日では稲田事務次官代理）で各都道府県知事、教育委員会、国立大学長、国立学校長あてに「各学校に対し一層周到な指導を行われたい」と電報で通達している。上京中の田中覚三重県知事は急いで帰県し、水難特別調査委員会を設置した。
同年5月には本事故と同様に多数の少年少女が死亡した紫雲丸事故が発生していたこともあり、本事故に対する批判は強かった。また国会でも取り上げられ、7月29日の衆議院文教委員会では河野正・平田ヒデ・山﨑始男（日本社会党）、長井源・高村坂彦・並木芳雄（日本民主党）の各議員が松村文部大臣と緒方信一文部省初等中等教育局長に対して本事件に関する質問を行い 、翌7月30日の参議院文教委員会では、荒木正三郎（日本社会党）及び堀末治（自由党）の各議員が松村文部大臣、大麻唯男国家公安委員会委員長、緒方初等中等教育局長らに対して舌鋒鋭く質問を浴びせ、国などの責任追及を行った。
学者の調査には以下のものがある。
「津市橋北中学校女生徒水死事件調査報告」（日本海洋学会和文誌『海の研究』第11巻第4号所収）
後の日本海洋学会会長南日俊夫（気象庁気象研究所、理博）によるもの。これは津測候所の資料、1955年9月10日に自ら観測した資料、気象庁の潮干表、教職員の体験談等によるものである。
「伊勢湾西岸における沿岸流況」
三重県知事の依頼により、三重県立大学水産学部講師坂本市太郎が1960（昭和35）年に行った調査。津水域において同年8月中旬から9月上旬にかけて8日間、抵抗板、トランシット追跡により潮流の測定を行い、その結果を図表に表したもの。

## 事故の実態
この事件には、校長、教頭、体育主任が業務上過失致死で起訴され、控訴審名古屋高裁（小林登一裁判長、吉田岩窟王事件の判決で有名。成田薫、布谷憲治裁判官）で無罪が確定した刑事裁判、津市を相手取った民事の損害賠償裁判があるが、何が起ったかについてはこれらの判例の証言、証拠によるのが今のところ妥当とされる。

### 異常流
28日事件当日、水泳場設定時すでにあった流れで、平常の満ち潮だけに原因する流れとは到底認め得ないかなり強い流れ、これを裁判では「異常流」と称している。第一審津地裁では「強いとはいえ水泳場内に立っているものが押し流されるというまでには至らぬ程度のもの」としたが、控訴審では「多数の女生徒を押し流した」としている。これが27日とは逆に水泳場をほぼ南より北に流れていた。
これについては以下の証言がある。
- 「足の裏の砂がすうと動くように感じ」（女生徒）
- 「海底の砂がくづれて流されている様子であった」（女生徒）
- 「流で足をさらわれ倒れかかったこともあった」（泳げない組女生徒）
- 「北に向きをかえて泳ぐととても泳ぎやすかった」（泳げる組女生徒）
- 「自分は少しは泳げるのにこの日はほとんど泳ぐ間もなしにブクブク流されていって溺れた」（泳げる組女生徒）
- 「後向きに陸の方へ行こうとしたけれどもなかなか進めなかった」（女性教諭）
- 「急いでそこへ行くと…後から押されるように前に浮き上るのを感じた」（教諭）
- 「後から突きだされるような感じをうけながら溺れていた生徒を助けたが」（教諭）
- 「2人目の救助に向かった時、急に潮の流がきつくなってきてさざ波もたち…（コムラ返りを起した友人の）○○は足がなおって浮袋をもちながら戻ろうとしても流がきつく、なかなか戻れなかった」（女生徒の救助に当たった男子水泳部員）

### 急激な水位上昇
生徒の入水後2,3分した頃沖合から突然大きなうねりが女子水泳場附近一帯に押し寄せ、このうねりのために女子水泳場は沖の境界線附近でさえ1m足らずの水深しかなかったのに1m4,50cmに水位が上昇したとするもの。第1審では錯覚とし、民事ではうねりはあったにしろたやすく信用できないとしている。
これについては以下の通り証言がある。
- 「女子水泳場東南隅附近の深さは腰（実測1m）まで位のところで…5分もたたないうちに水が急に口の辺（実測1m45cm）まできて」（女生徒）
- 「（東北隅の表示竿）へ歩いたり、泳いだりしながらいくと、まだそこにいきつかないうちに立とうとしたら背がたたず、頭が水にはいってしまっても足がつかないので、」（泳げない組女生徒）
- 「色小旗のすぐ手前の辺で一寸泳ぐまねをして立とうとしたら急に水がふえ背が立たなくなり頭をこしてしまった。」（泳げない組女生徒）
- 「その時急に深くなってきて、背がどうにか立つか立たん位になったので、背のびしてピヨンピヨンとぶようにして岸へきたが」（泳げない組女生徒）
- 「東南隅の表示竿の手前1m位のところへいくと、自分の胸位（実測1m14cm）の深さでその時は流も感じなかった。3人で北に向かって泳いでいき東北隅の表示竿の手前5m位のところで立とうとすると、深くて立てないので」（泳げる組女生徒）
- 「水泳場の中であろうと思うが、疲れて立とうとしたら深くて背が立たなかったので必死になって陸の方へ泳いだ。立とうとしたところの深さは手をあげても足りないくらいだった」（泳げる組女生徒）
- 「（南から3本目位の小旗）へ10m位とんでいこうとすると、へそ位の深さだったのが高いうねりのためあごの辺まで水がきて」（教諭）
- 「女子水泳場の東北隅の表示竿より南西15m位のところに立ちどまると、深さはへその辺（95cm位）であったが、急に20cm位もあるうねりがきたかと思うと…その時水は脇位（1m16cm）になっていて、…うねりはわずかの間隔をおいて2回きたことはたしかである」（教諭）
- 「表示竿の線から2,3mでたところまでいくと、そこでもパンツの上のバンドがぬれないくらいの深さしかなかったが、…表示竿の南方15,6mのところで胸の深さになり、…急いでそこ（20m位先）へいくと自分のあご位の深さになり」（教諭）
- 「女子水泳場の北限の表示竿の方へいくと…そこの深さは水が鼻の辺まであったから1m50cm位であった」（教諭）
- 「南西から北東へよぎるように海に入っていくと、乳の辺までの深さが急に深くなって鼻の辺まできた」（救助に当たった男子水泳部員）

この他「その時の潮は漁師仲間で上り潮という癖のあるもので、…こういう潮の時は海面に段がついて押してくるので」（救助に当たった漁師）、「海岸の方に何かが押し迫ってくるような感じがした」（男子生徒）という証言がある。
このような「異常流」や「急激な水位上昇」についての証言は、いずれも幅50mの女子水泳場内外でのことで10m隔てた男子水泳場ではそれを意識しなかった男子生徒がかなり多数あった。

## 様々な説明
こうした事柄がどうして起ったかについては、いろいろな説がある。

### 沿岸流説
南日俊夫が著した「津市橋北中学校女生徒水死事件調査報告」によると、「7月25,6日から発生した13号台風によるうねりがロングショアカレント（沿岸流）となり、これが「異常流」の発生原因である」とするもの。さまざまな気象データの計算により事故当日午前10時頃には周期12，3秒、波高1.6mのうねりが本州沿岸に到達し得るし、津海岸では周期12秒、波高28cmのうねりとなり、これが沿岸流を生じて、正常な潮流を加えると秒速23ないし32cmの流れとなり得、瞬間的には秒速50cmに達する。この「異常流」により女生徒は澪に流されたとする。これに対し、やはり後の日本海洋学会会長宇田道隆（東京水産大学教授）は、「沿岸流は長い直線海岸に起きるといわれているが、津海岸のような伊勢湾の中の海岸線の出入りの多いところに起きた「異常流」が、沿岸流の観念で説明できるかは疑問である」としている。刑事第一審では、基礎とした資料がそのまま全部を採用しがたいので流れが相当強かったとする一資料に止めている。控訴審では「沿岸流・副振動（宇田）の理論によっても突発的なうねりとともに押し寄せた「異常流」を説明することは至難ではなかろうか」としている。民事では「沿岸流が「異常流」の原因であるとすれば津港海岸一帯に生ずべきはずなのに、中河原海岸特に女子水泳場附近に限って生じたという特異現象を説明できない」とする宇田、坂本の証言を支持して、学者のした一つの推論の域を出ないとしている。

### 副振動説
宇田道隆は、8月1日の朝日に「集団水死事件の急潮」を寄稿している。その中で、当日10時頃アビキ（副振動：マビキ、セイシともいう）が起り、シケジオ（一種の気象潮流）が入り込んだため変調流があってそれが特に河口近くでこのときに澪筋に強く現われたのが大きな原因ではないかと思われると述べている。刑事控訴審鑑定人としても、河口においては淡水が上に海水が下になって密度の異なる二重層が形成されるので異常流が発生しやすいこと、河口・澪筋においては海底も潮流が変化しやすいことの他、この説を述べている。朝日の文中ではリップカレント（沖出し流、離岸流）の解説もしているが、この事件との関連については述べていない。

### 噴流説
坂本市太郎は、津港北部及び相川（ママ）河口より南部の接岸部は北流及び南流が卓越し、岸に向って流線が収斂するので噴流が頻発する水域であり、おそらく秒速50-60cmの夏季にこの水域で頻発する噴流の接岸が事件の原因であるとしている。民事裁判では、1960年になされたこの調査が事件当時と同じ流況でのものかは即断しがたく、事件当時の女生徒の遊泳状況や澪についての考察を度外視しているのでたやすく信用するわけにはいかないとしている。

### 蹴波説
事件当日津海岸沖合を小型船（45t）で通過した刑事控訴審証人の証言によるもの。9時頃事件現場から約14浬の地点を南進していると、北進する1万t級の貨物船（パトロクラス号：10108t）と、20分後に4千t級の貨物船（那智丸：4655t）とすれ違ったが、1哩（ママ）位離れていたのに2m近い蹴波のため、船の向きを変えてようやく転覆を免れた。1時間か1時間20分位後に1尺2，3寸のうねりとなって津海岸にいくと思うが、泳げない子供なら大勢死ぬこともあろうと思ったという証言である。
また、文化村海岸から1里北方の河芸町影重海岸で、やはり水泳訓練最終日記録会であった朝陽中学校の笹原範子教諭の証言がある。
なお、朝陽中の生徒は南に流れがあったと証言している。
民事裁判では、宇田の見解すなわち、この蹴波が異常流の原因をなした可能性のあることは否定しないが、事件当日以前にも大型船舶が津海岸沖を通過していたはずであり、原因と断定するには航行状況を再現し、波動を測定する必要がある。という意見を認め、さらにうねりが事故の直接原因とは認めておらず、蹴波説は合理的裏付けに欠けるとして採用していない。

## 裁判所の判断

### 刑事第一審の判断
当日はテストだったため多くの生徒が水泳に適した沖の境界線附近に集まり、水泳場に対して人数が多すぎ境界線から出がちな前日までの傾向に加え、幅が広がった水泳場に対して表示竿が少なく境界線が不明確だったため多数の生徒が境界線外に出る結果となり、南から北への「異常流」に乗って北に向って泳ぐうち、女子生徒の大部分は水泳未熟者だったため女子水泳場東北隅附近一帯で身体の自由を失い、北側境界線外へ逸脱して澪ないしはその手前附近で溺れたとするものである。
海水が海面に段をなして押し寄せてきたとか急に水かさが増したという証言については、突発的な溺死騒ぎに驚いての錯覚、知らぬ間に深みに移っていたためとして採用していない。「異常流」については原因不明であり、水泳場設定以前からあって事故発生の相当後まで続いており、強い流れではあるが立っている生徒を押し流すほどではないとしている。
津地方裁判所において校長は禁錮1年6月、教頭は禁錮1年、体育主任は禁錮1年4月をそれぞれ宣告されるが、その教育熱心さや事件後水難生徒の冥福を祈り、遺族の慰藉に努めたこと、さらに「水泳場として一般に好適な場所として知られ、従来格別な事故がなかった場所にあった少なくとも当時は相当気付き難い深みと、快晴、無風で海面も極めて穏やかで一見何等異状の認められない状況下の相当判り難い上に同方面では極めて稀な急な流れとの不幸な結合が本件の重大原因となっている」ことが考慮され、いずれも3年間の執行猶予となった。

### 刑事控訴審の判断
各種の証拠を総合して、名古屋高等裁判所は次のような判断を下している。当日、生徒の入水後2，3分した頃沖合いから突然大きなうねりが女子水泳場附近一帯に押しよせ、それとともににわかに強い北流がでてきて、このうねりのために女子水泳場は沖側の境界線附近でさえ1m足らずの水深でしかなかったのに1m4,50cm位に水位を増した。ところが女生徒の大部分は泳げない者や水に対する抵抗力の弱い者で占められていたので、過半数の百名余がその急激な水位の上昇に狼狽して身体の自由を失ったところへ、にわかに強くなった北流のために押し流され、女子水泳場の東北隅の内外附近一帯で一斉に溺れるに至った。つまり原因は大きなうねりとともに多数の女生徒を押し流した異常な流にあるものとしている。
この「異常な流がどうして発生したのかという点に関する科学的な解明は当裁判所のもとよりよくするところではないが」という記述が見られるが、そのとおり発生原因の科学的解明が不可能だといっているわけではない。この異常流の発生原因については蹴波説によるうねりが接岸時に北流を生じ、沿岸流説あるいは副振動説による弱い北流と合体して強い異常流を形成したのではないかとしている。隣接する男子水泳場にいた男生徒のかなり多数がこのようなうねりや異常流を意識しなかったことについては、男生徒は水に対する抵抗力が十分にできていること、文化村海岸南方の突堤が男子水泳場側にあること、澪筋が女子水泳場側にあること、その他の地形の差異からする局部的な現象の相違と考えられないこともないとしている。ただし、これについて「なお若干の疑がないではないが」と述べている。
このように事故の原因は急激な水位の上昇と異常流の発達という不可抗力にあるとして、さらに「風波のない快晴のいわゆる海水浴日和にこのような事態の発生を見ることはあまりにも稀有な現象であるから、通常人の注意力をもってしてはとうていこれを予見し得ない」と述べている。
さらに「被告人等の刑事責任を追及することによって犠牲者等の霊が瞑目されるものではなく、却って水の恐しさにおびえつゝ慈愛に充ちた先生等の日頃の薫陶を慕いつゞけることができるであろうと考え只管その冥福を祈る次第である。」と教諭らの教育を認め犠牲者を思いやる文章で結んでいる。
なお、名古屋高検はこの2審判決の推論に対し、異常潮流があったことは認めるが、貨物船の蹴波がどのような形で海岸に押し寄せ、しかも女子水泳場にだけ異常潮流を起したかについて何も触れず納得できない、これは経験法則の法違反、つまり常識では考えられない判決だとしたものの蹴波は距離的、地形的な理由で否定できるが、ではなぜ異常潮流が起こったかという科学的根拠は、裁判所同様検察にも断定できる材料がなく、最高検とも打ち合わせて上告しないことに決めた。これにより教師側の無罪が確定した。

### 民事裁判の判断
事故の自然的要因は、澪筋の深みと澪筋に発生した異常流であるとしている。
この裁判所で認定した諸事実、すなわち異常流が澪筋に特に強く澪筋から離れるに従って弱くなっていること、澪筋は異常流の発生しやすい地形上の要因があること（宇田の証言）、北側標示竿外（女子水泳場外）の背の立たない地点から自力で歩いて脱出した女生徒がいること、入水当時女子水泳場内に北流が存していたことを一部の男生徒、教員が気づいていたということ、その他女生徒の入水状況等から考えて、当時南方海上に発生していた13号台風その他何らかの要因と結びついて極めて強い潮流が生徒の入水以前から澪筋で発生し、その影響により女子水泳場一帯に北流が生じていて、これが異常流の実態であって、女子水泳場内で背の立つ地点にいた女生徒を押し流し溺れさせるほどの北流ではなかった、という認定が最も真相に合致していると考えると述べている。
つまり、約200名の女子生徒は澪ないし北流にまったく無警戒で一斉に入水し内約100名が東側（沖側）境界線上に散開し、北流に乗り泳ぎやすいまま北に向って進み、そのうち約5，60名が北側標示竿から逸脱し澪筋に近づくにつれて澪筋に発生していた急潮と深みのため身体の自由を失い溺れたもので、不可抗力な事故ではないと考えるとしている。
溺れた地点は女子水泳場外の、北側標示竿と澪筋との中間地点ないし澪筋と認めている。うねりについては、瞬間的なうねりは別として各証言の時間的判断から、このうねりの来る前すでに溺れていたとしさらに水位の上昇や潮流の変化を男子水泳場内で体験したと述べている男生徒がいないことなどから、女子水泳場という限定された地域に限って急に水位が上昇するということは考えられないので、水位の上昇については水泳場内のくぼ地に足をつけたため、水位が上昇したと思い込んだか、水泳場外での体験を水泳場内の体験と思い込んでいるかのどちらかである、と述べている。
坂本の噴流説、南日の沿岸流説、蹴波説は前述のように採用していない。その他海女が当日鳥羽沖附近で急な潮流を経験したという証言、影重海岸で朝陽中学校教諭が航跡のような白い線を見たという証言についても、異常流と関係するのかどうかについては的確な資料がないので、異常流の原因を説明するに足りる資料とはしがたいとしている。
さらに「本件異常流の発生原因、速度等についての科学的な解明は適確な資料のない本件においてはこれをなし得ないわけであるが、」と述べているが、ここでも科学的な解明が不可能であると言っているわけではない。

## 付近での類似事件
- 中日新聞（7月29日付）には「1933年に京都市の岩倉小学校が臨海訓練中に早潮に流され12名の水死者を出している」という記述がある。これについては、救助に当たった体験者の経験談が『津市民文化』第13号（津市教育委員会、1986）に掲載されている。それによれば、1932年8月2日に中河原海岸ではなく御殿場海岸の旅館に京都府愛宕郡岩倉村（現・京都市左京区）の明徳小学校の児童が海水浴に来ていて、その日は伊勢神宮の参拝から帰った夕方5時ごろ、土用波の夕潮をおして海に入ったところ6名の児童が水死したというものである。

- 週刊読売（昭和30年8月14日号）には「1951年7月29日に小学3年生の男子児童（10歳）が水死した」という記述がある。11時ころ浅い所でボール投げをしていたが、受け損なったボールを取ろうと少し沖へ出、ボールに手がふれた時「ふいに波に沈んでもがき始め」、親戚や近所の人が救助し「イキをふき返しそうな状態だった」というが、家へ帰った時は死亡していたというものである。

## その後

事件1年後に建てられた｢海の守り｣女神像

- 三重県津市では海水浴場として阿漕浦や御殿場などがあり、潮干狩りやマリンスポーツ、海水浴などたくさん人が訪れるが、事故現場一帯の中河原周辺の海岸は遊泳禁止となっている。
- 事件の年の9月に津市内の教員異動が行われ、音楽教師として伊東功が赴任。その年の12月に哀悼歌『はまかぜに』を作った[注 6]。また事件後の学校の立ち直りのために校歌が作成されるときは作曲を担当した[注 7]。